# Riddle Islands
Die Riddle Islands (englisch für Rätselinseln) sind eine Inselgruppe vor der Graham-Küste des Grahamlands auf der Antarktischen Halbinsel. Im Grandidier-Kanal liegen die Inseln vor dem südwestlichen Ende der Chavez-Insel und damit vor der Einfahrt zur Bigo Bay.
Teilnehmer der British Graham Land Expedition (1934–1937) unter der Leitung des britischen Polarforschers John Rymill kartierten sie erstmals. Das UK Antarctic Place-Names Committee benannte sie 1957 nach dem Umstand, dass die Inseln unter den im umgebenden Meereis eingefrorenen Eisbergen schwer zu identifizieren sind.